# Dark Reign (comics)
Dark Reign est une série de comics publiée par Marvel Comics de 2008 à 2009. L'arc narratif traite des conséquences du crossover Secret Invasion, qui mène à une montée en puissance de Norman Osborn  dans l'univers Marvel,,. Le titre fait référence à l'ascension au pouvoir national d'Obsborn ainsi qu'à ses ramifications.
Joe Quesada, alors rédacteur en chef de Marvel Comics, a déclaré que « Dark Reign n'est pas vraiment un événement, c'est ce qui se passe dans l'univers Marvel ». Il estime que « Dark Reign envoie l'univers Marvel vers un endroit intéressant. Je pense que vous verrez comme une marche arrière à la conclusion de Dark Reign, mais vous comprendrez à la toute fin ce que nous essayions de faire ».

## Historique de publications
L'histoire commence avec la sortie de Secret Invasion: Dark Reign, un one-shot de Brian Michael Bendis (scénario) et Alex Maleev (dessin), en décembre 2008. Elle se poursuit dans des mini-séries autonomes et dans quelques numéros individuels de titres Marvel Comics en cours tout au long de 2009. Certains titres Marvel en cours ont même été temporairement renommés pour souligner leur implication dans le scénario.
Les premières images promotionnelles du scénario contenaient une série d'images « Nous avons perdu, ils ont gagné » montrant : une tête robotique coupée d'Iron Man ; Emma Frost tenant la visière ensanglantée de Cyclope ; le nouveau Captain America s'inclinant devant Norman Osborn sous sa forme d'Iron Patriot, l'incarnation de Wolverine par Daken le regard baissé ; Thor immobile au-dessus de la version féminine de Loki ; l'incarnation de Spider-Man par Venom battant le Spider-Man original ; l'alias Guêpe d'Henry Pym (avec la photo de la Guêpe en arrière-plan) ainsi que le Bouffon Vert (proclamant qu'« Il a gagné »).
Il n’y a pas de série limitée de base comme pour le précédent événement Secret Invasion. À la place, le scénario est composé de one-shots qui comblent les ellipses, de séries limitées explorant les conséquences de l'événement sur les équipes et les individus, ainsi que des connexions avec d'autres séries en cours. Le scénario principal a conduit à l'événement croisé Siege (en) de 2010.

## Synopsis
À la suite de l'invasion de la Terre par les skrulls lors de Secret Invasion, Norman Osborn profite de sa victoire contre les extraterrestres pour prendre la place de Tony Stark en tant que directeur du SHIELD. Deadpool joue un grand rôle dans cette victoire car il est censé envoyer des informations à Nick Fury sur la façon de tuer la reine Skrull Véranke. Osborn tire une balle dans la tête de Veranke et devient le directeur du SHIELD, qu'il remplace immédiatement par une nouvelle organisation, HAMMER. Dans le même temps, Osborn forme une alliance nommée la Cabale avec le Docteur Fatalis, Emma Frost, Namor, Loki et le Hood. Il se sert ensuite d'HAMMER pour mener à bien ses propres projets et, occasionnellement, ceux de la Cabale. Néanmoins, les actions d'Osborn et sa réputation incitent un certain nombre de héros mais aussi de vilains à tenter de s'opposer à son règne et à chercher à le chasser du pouvoir, par la force si nécessaire.

## Personnages principaux
- Norman Osborn est l'ancien Bouffon vert et le principal protagoniste de Dark Reign. Il apparaît dans la plupart des séries et mini-séries en cours liées au scénario de Dark Reign. Brian Bendis a noté que « les gens savent que c'est un salaud, mais n'en tiennent pas compte tant qu'il assure leur sécurité »[6]. Le personnage est montré comme prêt à détruire tout ce qui pourrait menacer son statut de héros. L'auteur Matt Fraction a commenté qu'en tant qu'Iron Patriot, il est un « showman en armure ». Osborn maintient dans le rang les membres les plus instables de la Cabale grâce à une « arme secrète » qui se révèle finalement être The Void[7].Dans plusieurs épisodes, le personnage est montré avec une instabilité mentale croissante qui remonte à l'époque où il était le Bouffon vert[8],[9],[10].
- Le Hood est largement présent dans le scénario de Dark Reign dans New Avengers et Punisher. Dans le premier, Bendis explore la relation du personnage avec Dormammu et sa quête pour devenir le nouveau Sorcier Suprême. Rick Remender, scénariste de Punisher, se concentre davantage sur ses activités de gangster et de criminel. Pendant l'événement, le personnage apparaît également dans la mini-série Dark Reign: The Hood, écrite par Jeff Parker, et joue un rôle majeur dans Marvel Zombies 4. Le scénariste Fred van Lente a expliqué que :

« Le Hood, bien sûr, n'agit peut-être pas de son propre gré, puisqu'il a une alliance contre nature avec le terrible Dormammu, qui pourrait vouloir les zombies et le virus qui les crée pour arriver à ses propres fins. De plus, le Hood ne se contente pas de simplement un groupe de méchants avec lui lors de cette escapade. Il amène avec lui un groupe de villains très orientés vers l'horreur.(Ce groupe est le Night Shift) »

- Docteur Fatalis espère utiliser la Cabale pour conquérir le monde et, aidé de son allié Namor, prendre le pouvoir à la chute d'Osborn, préférant considérer la Cabale comme une association temporaire plutôt que comme de véritables partenaires. Une nouvelle écrite par Jonathan Hickman[12] révèle qu'il envisage de tuer ou d'asservir ses alliés de la Cabale dans un avenir proche. Fatalis est tout proche de tuer la Panthère noire (comics) lorsque celui-ci refuse la place qui lui est offerte dans la Cabale[13]. Fatalis utilise également la Latvérie pour héberger les Asgardiens dans le cadre d'un accord avec Loki, ce qui leur permet de se débarrasser de Thor alors exilé d'Asgard. Cependant, Fatalis indique clairement qu'il ne fait confiance ni à Loki[14] ni à Namor[15], mais qu'ils ont tout simplement leur utilité. Dans Siege: The Cabal, Doom quitte la Cabale après qu'un de ses doubles de Doombot qu'il a envoyé à sa place ait été attaqué par l'arme secrète d'Osborn[16].
- Loki est souvent présenté comme un manipulateur. Il utilise l'aide d'Osborn pour obliger Thor à tuer Bor (le père d'Odin) et provoquer son bannissement[17]. Puis avec l'aide de Fatalis, Loki réalise son propre projet de prise du trône d'Asgard. Cependant, lors de l'attaque de Chthon sur Terre, Loki, déguisé en sorcière rouge, rassemble une nouvelle équipe de Mighty Avengers puis vainc le dieu maléfique[18]. Loki les manipule ensuite subtilement pour perturber davantage l'état psychologique d'Osborn et accélérer sa chute[9].
- Namor est probablement le moins influent de la Cabale, apparaissant principalement dans les titres écrits par Matt Fraction. Fraction le montre comme un guerrier avec une grande fierté et établit une relation sexuelle entre lui et Emma Frost. Namor devient l'un des leaders des Dark X-Men, comme le montre Uncanny X-Men de Matt Fraction ainsi que leur propre série liée à Dark Reign. Namor reste fidèle à la Cabale jusqu'à Utopia, où lui et Emma Frost trahissent Osborn puis aident les X-Men à créer leur propre île-nation.
- Emma Frost souhaite établir une position de pouvoir pour la communauté mutante au sein du nouvel ordre mondial d'Osborn. Plusieurs histoires indiquent que sa relation avec Cyclope souffre des secrets qu'ils ont l'un pour l'autre, et elle en commence une secrète avec Namor. Tous les deux deviennent les dirigeants des Dark X-Men, et elle participe à leur commandement jusqu'à ce que les X-Men originaux soient capturés. Frost et Namor se retournent finalement contre Osborn et participent à la fondation de l'île Utopia. Au cours d'une bataille contre les Dark Avengers, Frost utilise sa télépathie pour vaincre Sentry en prenant une partie du Void en elle et en l'effrayant. Elle a dû rester sous sa forme de diamant afin de garder le Void piégé.
- Victoria Hand est une ancienne agent des affaires commerciales du SHIELD. Elle est désormais la directrice adjointe d'Osborn à HAMMER. Osborn lui a donné une liste de tâches destinées à établir « une nouvelle force opérationnelle mondiale de maintien de la paix à partir de rien », y compris, mais sans s'y limiter : créer un acronyme pour HAMMER, rédiger un rapport complet sur l'Initiative des Cinquante États ainsi que démolir pour reconstruire le camp Hammond. Osborn la définit comme « mes yeux, mes oreilles et ma bouche » et la nomme commandant en second de son équipe de Vengeurs. Elle est envoyée par Osborn lui-même pour affronter Bruce Banner et son fils, Skaar, où elle fait montre de grandes compétences au combat.

## One-shots
Les one-shots facilitent la transition depuis Secret Invasion et complètent d'autres détails derrière le scénario principal.

### Dark Reign: The Cabal
Écrit par Rick Remender, Jonathan Hickman, Matt Fraction, Kieron Gillen et Peter Milligan, ce one-shot présente cinq cases qui fournissent des informations supplémentaires sur les motivations des membres de la Cabale. Ce one-shot est ré-édité dans le recueil Siege Prelude.

### Dark Reign: Made Men
Écrit par Frank Tieri (en), ce one-shot explore l'impact de l'ascension d'Osborn, comme la résurrection d'Attuma, l'apparition du nouvel Enforcer, le retour du Spymaster original et l'apparition d'un nouveau Jack O'Lantern.

### Dark Reign: New Nation
Ce one-shot lance véritablement les séries Secret Warriors, Agents of Atlas et War Machine ainsi que des séries limitées Skrull Kill Krew (en) et New Avengers: The Reunion.

### Dark Reign: Goblin Legacy
Durant cette histoire, Victoria Hand collecte des informations sur le passé de Norman Osborn.

### M.O.D.O.K.: Reign Delay
Cette histoire écrite et dessinée par Ryan Dunlavey montre la tentative de MODOK de reprendre sa ville natale d'Érie en Pennsylvanie. Il a été publié en série sur Marvel Digital Comics avant d'apparaître en one-shot.

### Autres one-shots
- Captain America Who Will Wield the Shield ;
- Dark Avengers/Uncanny X-Men: Exodus ;
- Dark Avengers/Uncanny X-Men: Utopia ;
- Dark X-Men: The Confession ;
- Secret Invasion Dark Reign ;
- Secret Invasion Requeim ;
- Free Comic Book Day Avengers ;
- Planet Skaar ;
- Thor Defining Moments ;
- Uncanny X-Men Annual 2.

## Conséquences
À partir de janvier 2010, le règne de Norman Osborn s'est terminé dans l'arc narratif Siege (en), qui détaille l'invasion d'Asgard par Osborn et la réunion des Vengeurs pour défendre le royaume natal de Thor. S'ensuit alors une nouvelle ère, appelée l'Âge Héroïque.

## Dans d'autres médias
L'intrigue de Dark Reign a été adaptée comme les douze missions Spec-Ops de Marvel : Avengers Alliance . C'était également la base de Marvel Puzzle Quest.